# Fort St George, Madras

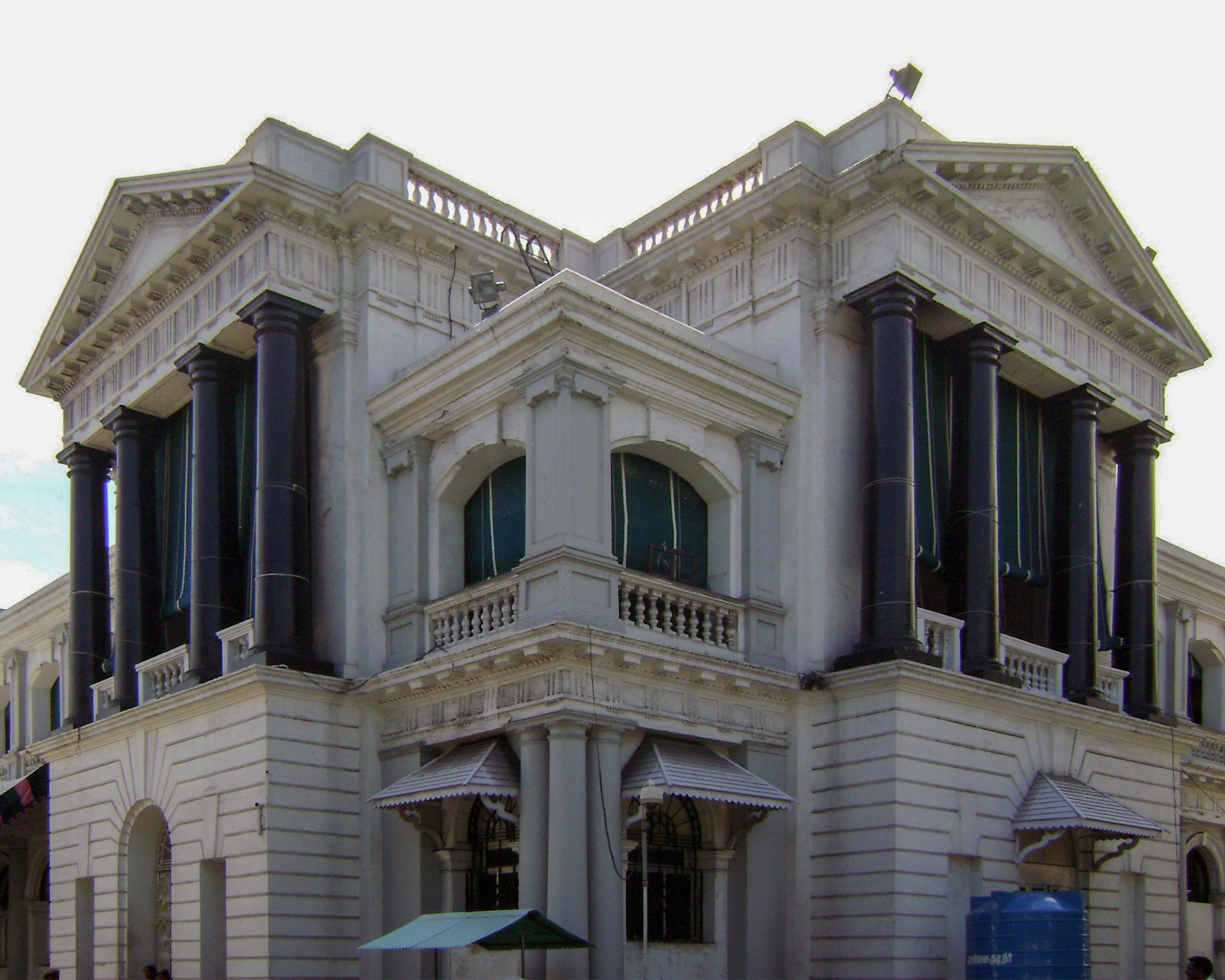
Fort St George.

Fort St George var det första fort som uppfördes av britterna i Indien. Det byggdes i blivande Madras 1644 av Brittiska ostindiska kompaniet, som först haft sitt indiska högkvarter i Surat. Det fick namnet St George, då det stod färdigt 23 april, George-dagen.
Skälet till att britterna av en lokal furste inköpte området, var att man behövde en styrkepunkt närmare Malackasundet för att på så sätt kunna bibehålla kontrollen över kryddhandeln till Europa. Runt fortet växte en by snabbt upp, som inom några få år hade vuxit till en stor stad. Fortet står ännu kvar, och används av Indiens försvarsmakt såväl som av Tamil Nadus regering.